# Jack Reed
Jack Reed (Providence, 1949. november 12. –) az Amerikai Egyesült Államok szenátora (Rhode Island, 1997 – ).
A Demokrata Párt tagja.